# Mobile Suit Gundam Seed Destiny
Mobile Suit Gundam Seed Destiny (jap. 機動戦士ガンダムSEED DESTINY, Kidō Senshi Gundam Seed Destiny) ist die Fortsetzung des Animes Gundam Seed und Teil des Franchises um Mobile Suit Gundam.
Das Werk lässt sich in die Genre Action, Drama, Science Fiction und Mecha einordnen.

## Handlung

### Vorgeschichte
Im Jahr CE 71, während der letzten Kriegstage, wird die Insel Orb von der Erdallianz angegriffen. Während der Kampf um die Insel tobt, versucht die Zivilbevölkerung sich auf die Schiffe zu flüchten, welche zur Evakuierung im Hafen bereitstehen. Der damals 14-jährige Shinn Asuka versucht gemeinsam mit seinen Eltern und seiner Schwester zu fliehen, doch als Shinns Schwester das Handy aus der Tasche fällt, rennt Shinn los, um es zu holen. Aber dann kommt wieder eine Explosion, wodurch Shinn ohnmächtig wird und als er wieder zu sich kommt, sieht er seine Familie tot auf dem Boden liegen.

### Haupthandlung
Zwei Jahre später, im Jahre CE 73, werden während des Besuchs von Cagalli Yuula Attha, der neuen Repräsentantin von Orb, auf einer Weltraumkolonie die drei Prototypen ZGMF-X24S Chaos Gundam, ZGMF-X31S Abyss Gundam und ZGMF-X88S Gaia Gundam der neuen Second Generation Gundam Mobile Suits gestohlen. Bei den Dieben handelt es sich um die drei Extended Stella Loussier, Sting Oakley sowie Auel Neider.
Shinn Asuka, der nach dem Tod seiner Familie nach PLANT gegangen war, ist in die Armee von ZAFT eingetreten und auf der fraglichen Weltraumstation an Bord des neuen Kampfschiffes Minerva stationiert. Mithilfe seines ZGMF-X56S Impulse Gundams, der ebenfalls ein Prototyp ist, bewahrt er Cagalli und ihren Bodyguard Alex Dino (alias Athrun Zala), die sich in einen ZAKU geflüchtet hatten, davor, von den drei Gundams getötet zu werden. Den Dieben gelang jedoch die Flucht, so dass die Minerva beauftragt wurde, die drei Gundams zurückzubringen. Während ihrer Suche geschieht es jedoch, dass fanatische Anhänger von Patrick Zala Teile der zerstörten Plantkolonie Junius 7 ablenken, so dass sie drohen auf die Erde zu stürzen. PLANT und die Erdallianz wollen dies verhindern und PLANT entsendet Truppen, um Junius 7 zu zerstören. Unter ihnen ist die Minerva, deren Mannschaft zusammen mit dem enttarnten Athrun Zala die Welt retten will. Doch der Plan misslingt und obwohl Teile von Julius 7 zerstört werden können, werden mehrere Städte der Erde von Trümmern zerstört.
Dafür gibt die Erdallianz PLANT die Verantwortung und erklärt den Krieg mit dem Ziel, die Weltraumkolonien und alle Koordinator zu vernichten. Während die Minerva nun in Orb repariert wird, begegnet Shinn während seines Landgangs einem Mädchen namens Stella (in Folge 21), welches er vor dem Ertrinken rettet, als sie beim Singen und Tanzen von einer Klippe ins Wasser fällt, ohne zu wissen, dass sie zu den Dieben gehört. Am Abend wird Stella von Auel und Sting (zwei von ihren Kampfgefährten) abgeholt und Shinn geht zurück auf die Minerva. Durch ein Komplott in der Regierung, welches Orb gegen den Willen von Cagalli zu einem Bündnispartner der Erdallianz macht, wird die Minerva gezwungen, die Gewässer von Orb zu verlassen. Kaum ist sie außerhalb des Staatsgebietes von Orb, wird sie von einer Flotte der Erdallianz angegriffen. Gegen neue Waffen der Erdallianz hat das Schiff kaum eine Chance und in der verzweifelten Situation entdeckt Shinn seinen SEED und kann so doch noch die Flotte besiegen.
Auch weiterhin kommt es zu Begegnungen mit der Erdallianz und der Minerva, die versucht, der Übermacht zu entkommen. Auch Orb greift nun die Minerva an. Die Mannschaft der Archangel versucht zu vermitteln und die Kämpfe zu beenden. Bei ihrem ersten Eingreifen führt dies jedoch zum Tod des FAITH-Mitgliedes und neuen Mobile Suit Piloten, der Minerva, Heine Westenfluss. Sein Tod bestärkt den mittlerweile zu einem FAITH-Mitglied und Piloten gewordenen Athrun, der wieder ZAFT beigetreten war, in seinem Entschluss, der Minerva zu helfen. Ihm zur Verfügung gestellt wurde der ZGMF-X23S Savior, ebenfalls ein neuer Gundam, vom PLANT-Vorsitzenden Gilbert Dullindal. Es vergeht einige Zeit und die Minerva wird beauftragt ein ehemaliges Laboratorium der Erdallianz näher zu untersuchen und findet dort Aufzeichnungen über Experiment mit biologischen Computern, sogenannten Extended. Shinns Hass auf die Erdallianz und Blue Cosmos wird dadurch nur noch weiter genährt. Während das Laboratorium weiter erforscht wird, ist Stellar in ihrem Gaia dorthin unterwegs. Athrun und Shinn fangen sie ab und überwältigen ihren Mobile Suit. Da entdeckt Shinn, dass es sich beim Piloten um Stella handelt. Sie wird auf die Krankenstation der Minerva gebracht, wo sie medizinische Hilfe erhält, aber auch festgehalten wird, da sie als Extended erforscht werden soll.
Danach kommt es erneut zu Gefechten zwischen Minerva und den Seestreitmächten der Erdallianz. Im Kampf wird Abyss zerstört sowie sein Pilot Auel durch Shinn getötet, der auch fast die gesamte Flotte der Erdallianz und Orb vernichtet. Athruns Mobile Suit wird durch Kira so schwer beschädigt, dass eine Reparatur nicht mehr möglich ist. Daraufhin kommt heraus, dass Stella bald sterben wird, weil sie als Extended eine bestimmte Droge zum Leben braucht, die sie auf der Minerva nicht erhalten kann. Daher befreit Shinn sie und bringt sie zur Erdallianz zurück. Der Vorgesetzte von Stellar, Neo Lorrnoke, trifft sich mit Shinn und verspricht ihm, Stella aus dem Militärdienst zu entlassen, weil er sich für sie ein glückliches Leben wünscht. Nach seiner Rückkehr zur Minerva wird er vom Vorsitzenden Dullindal begnadigt und muss kein Disziplinarverfahren befürchten.
Trotz der Abmachungen aber begegnet er Stella wieder im Kampf, um Berlin, in der sie den mächtigen Mobile Suit Destroy steuert, den er zerstören will. Nun zögert Shinn, doch als Stella Kira erblickt, vor dem sie von Neo gewarnt worden ist, greift sie ihn aus Verzweiflung an. Doch kann Kira ihren Mobile Suit zerstören und sie stirbt. Shinn kann ihr noch seine Liebe gestehen und schwört Rache an dem, der sie umgebracht hat. So trainiert er die nächste Zeit, bis er in Skandinavien wieder auf Kira trifft, dessen Schiff Archangel nun auch zu den Feinden zählt. Schließlich gelingt es Shinn, Kiras Mobile Suit Freedom nach langem Kampf zu besiegen. Als Athrun sieht, wie sein Freund Kira besiegt wird, zweifelt er an dem Weg, den er eingeschlagen hat.
Kira überlebt die Zerstörung des Freedoms und wird von Cagalli und der Crew der Archangel gerettet. Shin und Rey erhalten derweil von Dullindal zwei neue Mobile Suits, ZGMF-X42S Destiny Gundam und den ZGMF-X666S Legend Gundam. Athrun beschließt ZAFT erneut zu verlassen und flieht zusammen mit Meyrin in einem Gouf Ignited, welche ihm bei der Flucht half. Sie werden jedoch von Shinn abgefangen und der Gouf zerstört. Die beiden überleben und werden von der Archangel aufgenommen. Dort trifft Athrun erneut auf Kira.
Der weil entdeckt Martin DaCosta in einer zerstörten Kolonie Aufzeichnungen, in denen vom sogenannten Destiny Plan die Rede ist und gelangt mit diesen Informationen zu Lacus und Commander Waltfeld auf der Ethernal. Dabei wird er von ZAFT verfolgt und die Ethernal wird nun angegriffen. Kira der sich Sorgen um Lacus macht, macht sich im Strike Rouge auf den Weg ins All. Dort stößt er der Ethernal im Kampf gegen Zaft zur Hilfe und erhält einen neuen Mobile Suit, den ZGMF-X20A Strike Freedom Gundam. Mit ihm zerstört er 25 Mobile Suits und benötigt hierfür nur 2 Minuten. Auf der Erde wird Orb derweil von ZAFT und der Minerva angegriffen, um Lord Djibril zur Strecke zu bringen. Kira kommt im Strike Freedom, zusammen mit Lacus im ZGMF-X19A Infinite Justice Gundam der Archangel im Kampf zur Hilfe und rettet Cagalli im ORB-01 Akatsuki.
Lord Djibril kann jedoch entkommen und startet daraufhin eine Attacke auf die PLANTS mithilfe der Superwaffe Requiem. Mit ihr zerstört er mehrere PLANT-Kolonien mit einem Schuss. Durch mehrere Stationen war es der Waffe möglich ihren Strahl zu krümmen und von der Rückseite des Mondes aus zu feuern. ZAFT setzt nun alle Mittel ein um diese Waffe und ihre Stationen zur Krümmung des Strahls zu Zerstören. Die Minerva und ihre Besatzung sind in der Lage die Requiem in ihre Gewalt zu bringen und Djibril zu töten.
Nachdem Djibril und die Erdallianz besiegt sind, erklärt Dullindal das Ziel des Destiny-Plans. Allen Menschen soll anhand ihrer Gene die perfekte Zukunft vorgegeben werden. Damit würde aber auch der freie Wille eines jeden Menschen eingeschränkt werden. Gegen diesen Plan sammelt sich schnell Opposition, zum Teil sogar bis in die PLANTS und so kommt es zu einem letzten Kampf, in dem Dullindal nicht nur die Superwaffe Requiem, sondern auch noch eine neue GENESIS-Waffe einsetzt. Trotzdem gelingt es der Allianz der drei Schiffe und ihrer Verbündeten, die ZAFT um Dullindal zu besiegen.
Im Epilog der Serie wird gezeigt, wie Lacus Klein als Anführerin der ZAFT und Cagalli Yula Attha als Vertreterin der Erde gemeinsame Gespräche beginnen. Shin Asuka trifft in Orb Kira und Athrun kann sich endlich von seinem Groll gegenüber Orb lösen.

## Produktion und Veröffentlichung
Die Serie wurde 2004 von Studio Sunrise produziert. Regie führte Mitsuo Fukuda, das Charakterdesign entwarf Hisashi Hirai und die künstlerische Leitung übernahm Shigemi Ikeda. Mecha-Designer waren Kimitoshi Yamane und Kunio Okawara. Der Anime wurde vom 9. Oktober 2004 bis zum 1. Oktober 2005 durch Mainichi Broadcasting und TBS in Japan ausgestrahlt.
Die Serie wurde unter anderem ins Englische und Französische übersetzt und auf den Philippinen und in Kanada im Fernsehen ausgestrahlt.

### Synchronisation
| Rolle       | Japanischer Sprecher (Seiyū) |
| ----------- | ---------------------------- |
| Shinn Asuka | Ken’ichi Suzumura            |
| Kira Yamato | Sōichirō Hoshi               |
| Athrun Zala | Akira Ishida                 |

### Musik
Die Musik der Serie wurde komponiert von Toshihiko Sahashi. Die Vorspanntitel sind:
- Ignited von T.M. Revolution
- Pride von High and Mighty Color
- Bokutachi no Yukue von Hitomi Takahashi
- Wings Of Words von Chemistry

Abspannlieder sind:
- Reason von Nami Tamaki
- Life Goes On von Mika Arisaka
- I Wanna Go To A Place... von Rie Fu
- Kimi wa Boku ni Niteiru von See-Saw

## Adaptionen und Fortsetzungen

### Original Video Animation
Oktober 2005 wurde eine erste Original Video Animation zur Serie in Japan unter dem Titel Mobile Suit Gundam Seed Destiny Final Plus: The Chosen Future veröffentlicht. Der 47-minütige Film wurde im gleichen Jahr auch im Fernsehen ausgestrahlt und ins Englisch und Tagalog übersetzt. Die OVA erzählt ein alternatives Ende.
Mai 2006 folgte die OVA Mobile Suit Gundam Seed Destiny Special Edition, die auch im Fernsehen ausgestrahlt wurde. Die Reihe von vier 90-minütigen Filmen erzählt eine Zusammenfassung der Ereignisse der Serie und wurde auch ins Englische übersetzt.

### Mangas
Von September 2004 bis April 2006 erschien im Magazin Monthly Gundam Ace des Verlags Kadokawa Shoten der Manga Mobile Suit Gundam Seed Destiny Astray des Zeichners Koichi Tokita. Die Reihe wurde in vier Sammelbände zusammengefasst und beinhaltet etwa die gleiche Handlung wie die Serie.
Ab dem Jahr 2005 wurde in Japan der Manga Mobile Suit Gundam Seed Destiny von Masatsugu Iwase veröffentlicht. Auf Englisch erscheint dieser bei Del Rey.

### Romane
Eine Romanreihe zur Serie wurde von Riu Gotō (後藤 リウ) geschrieben, der zuvor auch schon jene zu Gundam Seed schrieb. Die Illustrationen stammen von As'MARIA. Er erschien bei Kadokawa Shotens Light-Novel-Imprint Kadokawa Sneaker Bunko.
1. Band: Okoreru Hitomi (怒れる瞳), 1. März 2005, ISBN 4-04-429108-X
2. Band: Samayou Hitomi (さまよう眸), 30. Juni 2005, ISBN 4-04-429109-8
3. Band: Suretagau Shisen (すれ違う視線), 31. August 2005, ISBN 4-04-429110-1
4. Band: Shimesareru Sekai (示される世界), 1. November 2005, ISBN 4-04-429111-X
5. Band: Erabareta Mirai (選ばれた未来), 1. April 2006, ISBN 4-04-429112-8

### Videospiele
Zur Serie erschienen für die Konsole PlayStation 2 die Spiele Kidou Senshi Gundam SEED Destiny: Rengou vs ZAFT, Mobile Suit Gundam SEED Destiny: Generation of C.E., Kidou Senshi Gundam SEED Destiny: Rengou vs ZAFT II Plus und SD Gundam G Generation Spirits. Für PlayStation Portable erschienen Kidou Senshi Gundam SEED: Rengou vs ZAFT Portable und SD Gundam G Generation Portable. Seit Dezember 2009 ist das Videospiel "Gundam Vs Gundam Next Plus" im Handel.